# کوندولا
کوندولا شهری در شهرستان گوئیباره در استان بام در بورکینافاسوی شمالی است و جمعیت آن ۲۸۹۲ نفر است.